# Bahnhof Teltow Stadt

Der Bahnhof Teltow Stadt ist ein Bahnhof der Berliner S-Bahn im brandenburgischen Teltow. Er liegt etwa 500 Meter östlich des Stadtzentrums von Teltow. Er verfügt über zwei Gleise mit einem Inselbahnsteig und liegt in einem Einschnitt, den die Mahlower Straße auf einer Brücke überquert. Treppen und ein Aufzug verbinden den Bahnhof mit der Straße.

## Geschichte

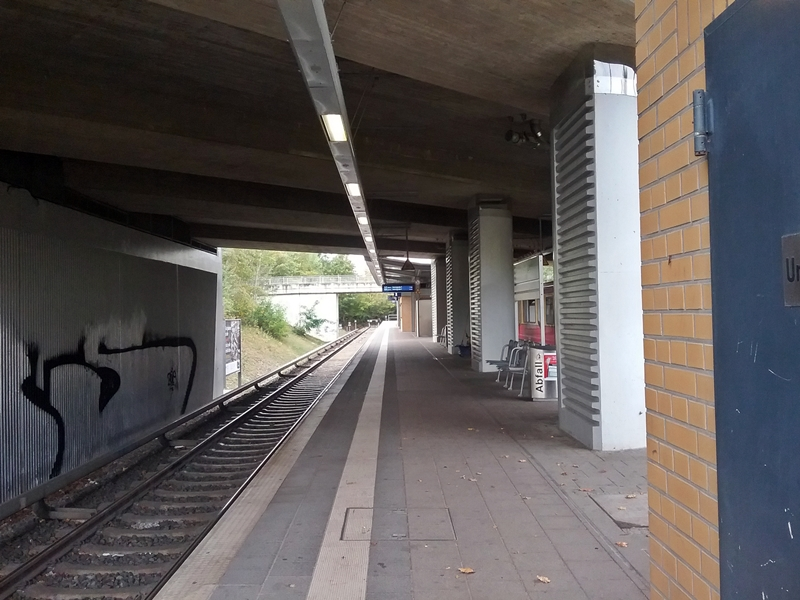
Auf dem S-Bahnhof Teltow Stadt

Teltow war seit 1901 durch den ortsfernen Bahnhof Teltow durch die Eisenbahn erschlossen. Planungen für die Verlängerung der S-Bahn nach Berlin nach Norden sowie ein Ringschluss mit der Friedhofsbahn in Stahnsdorf kamen bereits in den 1920er Jahren auf. Auch die Nationalsozialisten verfolgten diese Pläne weiter. Mit dem Bau der Mauer wurden die Pläne zum im West-Berlin liegenden Lichterfelde obsolet. Trotzdem wurden die Trasse dorthin sowie nach Stahnsdorf immer freigehalten.
Nach dem Fall der Mauer und besonders nach der Wiedereröffnung der S-Bahn nach Lichterfelde Süd 1998 wurden die Pläne wieder konkret. Im März 2003 wurde der Vertrag zur Finanzierung der S-Bahn nach Teltow geschlossen und somit waren für die S-Bahnstreckenverlängerung 32,5 Millionen Euro frei. Der erste Spatenstich für die Strecke erfolgte am 22. Oktober 2003. Eigentlich sollte die S-Bahnverlängerung und der Bahnhof Teltow Stadt im Jahr 2004 eröffnet werden, dies verzögerte sich aber auf Februar 2005. Grund für diese Verzögerung war eine Kürzung der Bundeszuschüsse. Verschiedene Projekte der Bahn müssten überprüft werden. Um den Zeitplan einzuhalten, wurde die Brücke Mahlower Straße komplett gesperrt, damit der Bahnhof in Tieflage vollendet werden konnte. Um den Autoverkehr doch weiter aufrecht zuhalten legte man eine provisorische Ersatzfahrbahn an. Am 26. Oktober 2004 setzte der Teltower Bürgermeister Thomas Schmidt den ersten Spatenstich für den neuen Bahnhofsvorplatz.
Am 24. Februar 2005 wurde die eingleisige S-Bahnstreckenverlängerung vom Bahnhof Lichterfelde Süd nach Teltow und der Bahnhof eröffnet.

## Anbindung
Der Bahnhof Teltow Stadt ist die Endstation der Linien S25 & S26. An den Bushaltestellen Teltow Stadt sowie S Teltow Stadt/Gonfrevillestr. besteht ein Übergang zu den Linien X1, X10, 600, 601, 620, 621, 626, 629 und 704 sowie der Linie BER2 zum Flughafen BER.
Weiterhin gibt es einen P&R-Parkplatz westlich der Station.

## Planungen
Im Rahmen des Projektes i2030 ist bis 2032 die Verlängerung der S-Bahn nach Stahnsdorf zur Sputendorfer Straße geplant.
| Linie | Verlauf |
| ----- | --- |
|       | Hennigsdorf – Heiligensee – Schulzendorf – Tegel – Eichborndamm – Karl-Bonhoeffer-Nervenklinik – Alt-Reinickendorf – Schönholz – Wollankstraße – Bornholmer Straße – Gesundbrunnen – Humboldthain – Nordbahnhof – Oranienburger Straße – Friedrichstraße – Brandenburger Tor – Potsdamer Platz – Anhalter Bahnhof – Yorckstraße – Südkreuz – Priesterweg – Südende – Lankwitz – Lichterfelde Ost – Osdorfer Straße – Lichterfelde Süd – Teltow Stadt |
|       | Blankenburg – Pankow-Heinersdorf – Pankow – Bornholmer Straße – Gesundbrunnen – Humboldthain – Nordbahnhof – Oranienburger Straße – Friedrichstraße – Brandenburger Tor – Potsdamer Platz – Anhalter Bahnhof – Yorckstraße – Südkreuz – Priesterweg – Südende – Lankwitz – Lichterfelde Ost – Osdorfer Straße – Lichterfelde Süd – Teltow Stadt |